# Zahlungsgarantie
Die Zahlungsgarantie (oder Zahlungsbürgschaft; englisch payment bond, französisch garantie de paiement) sichert den Anspruch des Verkäufers oder Herstellers auf Zahlung des Kaufpreises oder sonstiger Leistungen gegenüber dem Käufer aus einem Vertrag ab.

## Allgemeines
Besonders im internationalen Kreditverkehr kommt eine Vielzahl von Garantien/Bürgschaften vor, die der Sicherung gegenseitiger Verpflichtungen aus einem Vertrag dienen. Eine Zahlungsgarantie gewährleistet dem Verkäufer oder Hersteller die Einhaltung seiner Zahlungsbedingungen durch den Käufer, und zwar meist bei Verträgen ohne Fälligkeitstermin für die Zahlung. Die Zahlungsgarantie sichert dem Verkäufer/Hersteller das Zahlungsrisiko des Käufers ab. Sie kommt häufig im Außenhandel und der Außenhandelsfinanzierung vor, wenn sich Exporteure vor einem etwaigen Forderungsausfall schützen wollen, weil der Importeur trotz erhaltener Lieferung nicht, nicht vollständig oder verspätet zahlt. Die Zahlungsgarantie gibt es auch als Ersatz für das Zahlungsversprechen eines Akkreditivs, bietet jedoch nicht die gleiche Sicherheit wie das Akkreditiv. Bei der Forfaitierung sollen Zahlungsgarantien das Transferstopp-, Konvertierungs- oder Länderrisiko absichern.

## Rechtsfragen
Die Zahlungsgarantie/Zahlungsbürgschaft soll die aus Zahlungsverpflichtungen resultierenden Geldschulden eines Schuldners aus einem rechtsgeschäftlichen Schuldverhältnis (§ 362 Abs. 1 BGB) absichern. Dabei soll die Bonität eines Garanten/Bürgen dem Gläubiger die Möglichkeit geben, auf sie zurückzugreifen, falls der Schuldner seinen Zahlungsverpflichtungen nicht oder nur teilweise nachkommen kann. Die Zahlungsgarantie/Zahlungsbürgschaft ist eine Unterform der Garantie bzw. der Bürgschaft. Letztere ist in § 765 ff. BGB geregelt, was auf die Zahlungsbürgschaft anzuwenden ist. Die Garantie ersetzt die Bürgschaft im internationalen Kreditverkehr, ist jedoch im BGB nicht geregelt. Die BGB-Bestimmungen über die Bürgschaft können bei der Garantie nicht analog angewandt werden; es gilt vielmehr analog das Schuldrecht.
Kreditinstitute stellen Zahlungsgarantien/Zahlungsbürgschaften im Rahmen des Avalkredits aus, Versicherungen im Rahmen der Kautionsversicherung. Der Avalkredit ist Bankgeschäft im Sinne des § 1 Abs. 1 Nr. 8 KWG, die Kautionsversicherung ist eine Versicherung für fremde Rechnung gemäß § 43 VVG. Nach der Legaldefinition des § 43 Abs. 1 VVG kann der Versicherungsnehmer einen Versicherungsvertrag im eigenen Namen für einen anderen schließen. Der „andere“ ist der Begünstigte aus der Bürgschaft/Garantie, dem die Rechte aus dem Versicherungsvertrag zustehen (§ 44 Abs. 1 VVG), aber durch das Rechtsverhältnis aus der Garantie/Bürgschaft überlagert werden.

## Rechtsfolgen
Der Garantiefall/Bürgschaftsfall tritt bei Zahlungsgarantien/Zahlungsbürgschaften ein, wenn der Hauptschuldner aus dem garantierten/verbürgten Vertrag die von ihm geschuldete Hauptleistungspflicht nicht oder nicht vollständig erfüllt. Dann ist das Kreditinstitut oder die Versicherung aus der Garantie/Bürgschaft verpflichtet, Zahlung zu leisten. Durch diese Zahlung geht bei der Bürgschaft gemäß § 774 Abs. 1 BGB die Forderung des Gläubigers gegen den Hauptschuldner auf den Bürgen kraft Gesetzes über (Legalzession), bei der Garantie wird ein Aufwendungsersatzanspruch aus § 670 BGB zugrunde gelegt.

## Zahlungsgarantien bei Electronic Cash
Bei Kartenzahlungen durch elektronische Bezahlung mittels Girocard, GeldKarte oder Kreditkarte übernimmt das kartenausgebende Kreditinstitut gegenüber dem Händler/Dienstleister eine Zahlungsgarantie, durch welche die Zahlungsverpflichtung des kartenzahlenden Kunden gegenüber dem Händler/Dienstleister gewährleistet werden soll. Die Zahlung durch den Karteninhaber erfolgt mit Zahlungsgarantie an einem POS-Terminal und Identifikation durch die PIN. Hierdurch wird dem Händler/Verkäufer – bei rechtzeitiger Einreichung – die Zahlung des Käufers garantiert.
Die Allgemeinen Vertragsbedingungen der Kartenunternehmen sehen vor, dass formal ordnungsgemäß vom Vertragsunternehmen (Händler/Verkäufer) ausgefüllte Leistungsbelege mit dem Zusatz „Unterschrift des Karteninhabers ist auf dem Leistungsbeleg vorhanden“ (englisch signature on file) die Zahlungspflicht des Kartenunternehmens auslöst. Nach herrschender Meinung handelt es sich bei dieser Zahlungspflicht um keine Garantie, sondern um ein abstraktes Schuldversprechen gemäß § 780 BGB. Auch der Bundesgerichtshof (BGH) geht davon aus, dass mit der Unterzeichnung des Leistungsbelegs durch den Karteninhaber ein abstraktes Schuldversprechen vorliegt. Das Kartenunternehmen soll gerade nicht wie der Garant nur subsidiär haften, sondern eine direkte eigene Zahlungspflicht eingehen. Zudem bietet das Kartenunternehmen gemäß § 1 Abs. 1 Satz 2 Nr. 5 ZAG lediglich Zahlungsdienste an. Die Kreditkartenzahlung erfolgt erfüllungshalber (§ 364 Abs. 2 BGB). Diese Zahlungspflicht des Kartenunternehmens entsteht nur, wenn das Vertragsunternehmen mit Hilfe des POS-Terminals ordnungsgemäße Leistungsbelege erstellt. Diese Regelung schreibt eine sachgemäße Dokumentation der abgewickelten Geschäfte vor, die insbesondere zur Bearbeitung etwaiger Beschwerden eines Karteninhabers benötigt wird. Die Angabe „signature on file“ ist stets eine notwendige Voraussetzung der Zahlungspflicht des Kreditkartenunternehmens im Präsenzverfahren, sie löst die Zahlungspflicht des Kartenunternehmens aus. Die Zahlungspflicht entsteht im Mailorderverfahren auch ohne den Vermerk „signature on file“ auf den Leistungsbelegen, wenn Bestellungen per E-Mail/Internet übermittelt werden und dem Vertragsunternehmer die Unterschriften der Karteninhaber nicht vorliegen.

## International
Im internationalen Kreditverkehr ist die Zahlungsbürgschaft zwar teilweise bekannt, doch wird meist die Zahlungsgarantie vorgezogen.